# ادموند شوایتزر
ادموند شوایتزر، آزمایشگاه مهندسی شوایتزر را در سال ۱۹۵۰ برای تحقیقات در مورد فناوری‌های تشخیص خطا در شبکه‌های الکتریکی تأسیس کرد. پدرش مؤسس S&Cالکتریک در شیکاگو، ایلینوی، ایالات متحده آمریکا بود. او در طول عمر خود ۱۰۰ اختراع ثبت کرد. و در سال ۲۰۰۰ فوت کرد.